# Gabriel Rosca
Gabriel Rosca anche Gabriel Cahours (Marsiglia, 8 settembre 1895 – XVI arrondissement di Parigi, 4 settembre 1943) è stato un regista, attore e sceneggiatore francese.

## Filmografia

### Regista
- Jim Hackett Champion (1928)
- Rocambole (1933)
- La coqueluche de ces dames (1935)
- La marraine du régiment (1938)

### Regista e attore
- Drumul iertarii, co-regia di Ion Niculescu-Bruna (1927)

### Attore
- L'ombra regia di Roberto Roberti (1920)
- L'aviateur masqué regia di Robert Péguy (1922)
- The Triumph of the Rat regia di Graham Cutts (1926)
- Mademoiselle from Armentieres regia di Maurice Elvey (1927)